# H-Fosfoniany
H-Fosfoniany – organiczne lub nieorganiczne związki chemiczne, estry (rzadziej sole) kwasu fosfonowego.
Charakteryzują się posiadaniem ugrupowania O=P−H. Występują w równowadze tautomerycznej z formą fosforynową (ugrupowanie P−OH). Diestry H-fosfonianowe w warunkach zasadowych łatwo ulegają hydrolizie do monoestrów lub transestryfikacji do innych diestrów, natomiast w środowisku neutralnym i kwaśnym są stosunkowo trwałe. Ponadto w łagodnych warunkach (temperatura pokojowa, rozcieńczone roztwory w neutralnych rozpuszczalnikach, niewielkie nadmiary reagentów) mogą być ilościowo przekształcone w inne pochodne, na przykład fosforany, tiofosforany, selenofosforany, boranofosforany.
H-Fosfoniany istnieją w dwóch formach tautomerycznych. Forma główna (ponad 99%) to forma H-fosfonianowa. Siłą napędową takiego położenia równowagi fosforyn–H-fosfonian jest wysoka energia ugrupowania fosforylowego P=O.
Wiązanie P-H można łatwo obserwować za pomocą spektroskopii magnetycznego rezonansu jądrowego 31P (charakterystyczna stała sprzężenia 1JPH rzędu 600–800 Hz). Forma fosforynowa jest zwykle poniżej granicy detekcji spektroskopowej, ale o jej istnieniu świadczą reakcje możliwe tylko dla formy mającej wolną parę elektronową na atomie fosforu, na przykład reakcja z fluorowcami:
Transestryfikacja H-fosfonianu difenylowego z następczą hydrolizą jest jedną z metod otrzymywania H-fosfonianów nukleozydów:
H-Fosfoniany nukleozydów są substratami w H-fosfonianowej metodzie syntezy oligonukleotydów.